# Équipe de France de pitch and putt
L'équipe de France de Pitch and Putt est la sélection des meilleurs joueurs Français de Pitch and Putt (Golf de dimension réduite). Elle est placée sous l'égide du Comité de Pitch et Putt France,,.
La sélection est membre de la Fédération internationale des associations Pitch and Putt (FIPPA) est de l'Association Européenne de Pitch and Putt (EPPA), elle est également membre de l'Association internationale des associations Pitch et Putt (IPPA). 

## Palmarès
| Coupe du monde de pitch and putt - 2004 : 3e - 2006 : 6e - 2008 : 6e - 2012 : Non présente - 2016 : 7e - 2020 : | Championnat d'Europe de pitch and putt - 1999 : 5e - 2001 : 4e - 2003 : 3e - 2005 : 5e - 2007 : 8e - 2010 : Non présente - 2014 : 7e - 2018 : 5e |

| Championnat du monde de Pitch and Putt individuel - 2009 : Non présente - 2013 : Non présente - 2017 : Non présente - 2021 : | Championnat Européen de Pitch and Putt individuel - 2011 : Non présente - 2015 : Non présente - 2019 : |